# Airbus Beluga
Airbus A300-600ST (Super Transporter) Beluga (pol. Bieługa lub Białucha – obie nazwy tłumaczą się identycznie na angielski) – zmodyfikowana wersja samolotu Airbus A300 przystosowana do transportowania ogromnych ładunków, m.in. części i fragmentów kadłuba Airbusa A320. Jego oficjalna nazwa to Super Transporter, ale w branży przyjęto potoczną nazwę Beluga.

## Historia

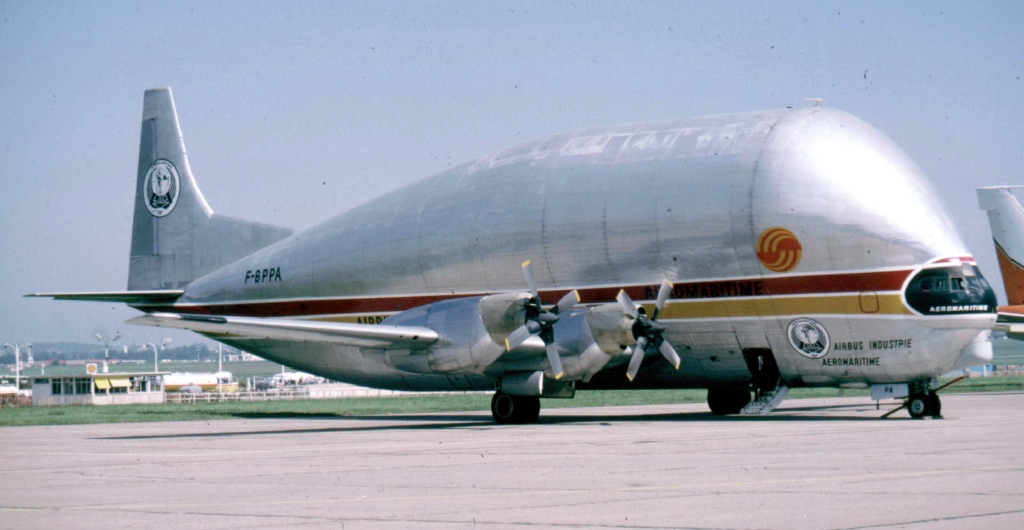
Drugi z dostarczonych Airbusowi Super Guppy 201

### Geneza
Od samego początku istnienia konsorcjum Airbusa, firma stanęła przed problemem dostaw produkowanych w różnych miejscach Europy części do zakładów w Tuluzie, w których następował ostateczny montaż gotowego samolotu. Początkowo wykorzystywano do tego transport drogowy jednak wraz ze wzrostem zamówień na produkty firmy, tego typu rozwiązanie okazało się być za mało efektywne aby sprostać zapotrzebowaniu. 
Po analizie kosztów, uznano, że dobrym rozwiązaniem będzie wykorzystanie odpowiednio zmodernizowanych samolotów transportowych. Wybór padł na maszynę Aero Spacelines Super Guppy będącą zmodyfikowaną pod kątem zwiększenia możliwości przewożenia dużych ładunków, samolotem Boeing C-97 Stratofreighter, który z powodzeniem wykorzystywała NASA do transportu stopni nośnych rakiet. Złożono zamówienie i w sierpniu 1965 roku do swojego dziewiczego lotu wzbił się Super Guppy przeznaczony dla Airbusa. Maszyna otrzymała powiększone skrzydła, nowe silniki turbośmigłowe Allison 501-D22C i oznaczenie Super Guppy Turbine (SGT) lub Super Guppy 201. Pierwsze z zamówionych samolotów dotarły do Airbusa w 1971 (F-BTGV) i 1972 (F-BPPA) roku. Następne dwa dostarczono w 1982 (F-GDSG) i 1983 (F-GEAI) roku. 
Samoloty były intensywnie wykorzystywane, jednak ich wiek oraz wzrastający stopień zużycia, generujący awarie sprawił, że na początku lat 90. XX wieku rozpoczęto prace analityczne mające na celu wyłonienie następcy dla Super Guppy 201. Było to o tyle ważne, że był to również okres, w którym Airbus zanotował znaczący wzrost zamówień na swoje maszyny, a tym samym wzrosła intensywność lotów z poszczególnymi komponentami samolotów. 
Pod uwagę brano kilka wariantów, od wynajęcia maszyny An-124, zakupu nowych, dostępnych wówczas na rynku samolotów transportowych, takich jak Ił-76, Boeing C-17 Globemaster III, Lockheed C-5 Galaxy, An-124 lub towarowego Boeing 747F poprzez modernizację i przystosowanie do roli maszyn transportowych samolotów Ił-86, Boeing 767, Airbus A300B4 lub Airbus A300-600R. Decydującym kryterium była zdolność do przewozu największych wówczas produkowanych elementów, sekcji kadłuba Airbus A330 i Airbus A340. Żaden z rozpatrywanych samolotów transportowych takiej możliwości nie miał, zatem jedynym rozwiązaniem była modyfikacja istniejącej konstrukcji. Brano pod uwagę dwie maszyny, Boeinga 767 i Airbusa A300-600R. Wybór padł na drugi z nich, tłumaczono to niższymi kosztami eksploatacji oraz brakiem dostępu do dokumentacji technicznej Boeinga, umożliwiającej niezbędne prace.

### Projekt

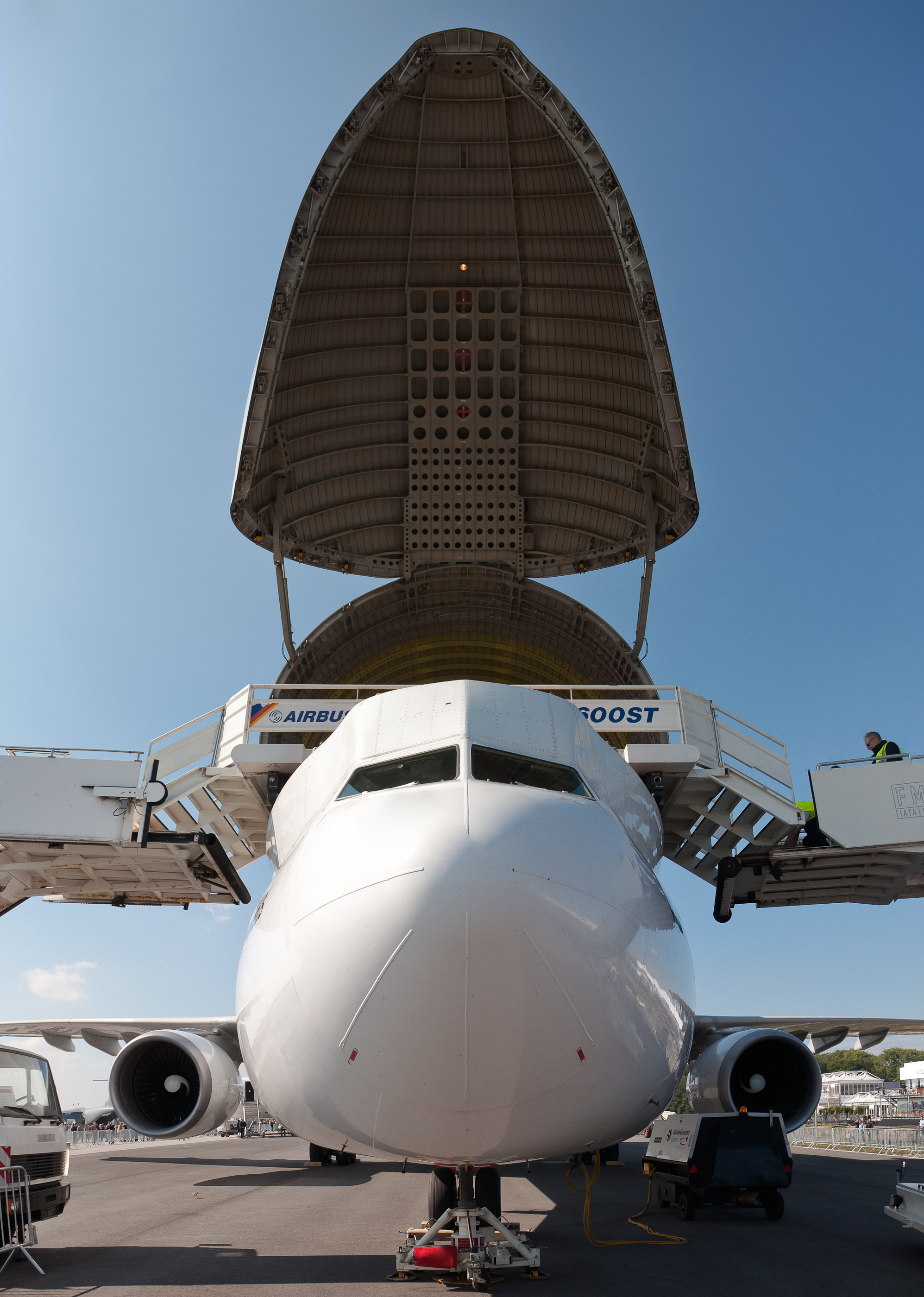
Beluga z otwartymi drzwiami ładunkowymi

Nad całością prac związanych z projektowaniem, montażem i późniejszą eksploatacją samolotu miała czuwać, powołana do życia 20 października 1991 roku przez udziałowców Airbusa, firmy Aérospatiale i Deutsche Aerospace, spółka Special Air transport International Company. 
Maszyną bazową, której modyfikacja miała doprowadzić do powstania nowego transportowca był samolot Airbus A300-600R. Dolna część kadłuba samolotu, skrzydła, podwozie i układ napędowy miały pozostać bez zmian, za to całkowitej zmianie miała ulec górna część kadłuba. Na dolnej połowie zaplanowano zamontowanie nowej górnej części o podkowiastym przekroju i średnicy 7,7 m. Nowa konstrukcja miała przynieść wymierne oszczędności. Przeprowadzone analizy wykazały, że wprowadzenie nowej maszyny obniży o 2/3 koszty transportu lotniczego. Zmniejszeniu ulegnie również liczba osób obsługi oraz czas potrzebny do przewiezienia elementów konstrukcyjnych. 
W 1991 roku rozpoczęto prace konstrukcyjne a już rok później prace montażowe. Za konstrukcje i budowę przedziału ładunkowego odpowiadały zakłady CASA w Hiszpanii i Elbie w Niemczech. Zmodyfikowano kabinę załogi samolotu, przesunięto ją o 1,5 m do przodu i obniżono względem podłogi przedziału transportowego. Takie rozwiązanie umożliwiło załadunek przewożonych towarów od strony dziobu maszyny, bez konieczności rozłączania instalacji hydraulicznej, elektrycznej i układu sterowania. W przypadku Super Guppy załadunek również odbywał się od przodu, jednak tam na bok odchylany był cały dziób samolotu wraz z kabiną załogi, co wiązało się z rozłączaniem instalacji łączących kokpit z resztą maszyny i późniejszej ich kalibracji po ponownym połączeniu. Kabina pilotów umieszczona poniżej poziomu podłogi przestrzeni ładunkowej zwiększała również bezpieczeństwo załogi. W przypadku gwałtownego hamowania i puszczenia zabezpieczeń utrzymujących przewożony ładunek, przesunąłby się on do przodu nie miażdżąc znajdującej się na jego drodze załogi. Aby olbrzymi kadłub nie zmniejszył efektywności pracy usterzenia pionowego, podwyższono ster kierunku o 1,2 m i wzmocniono jego konstrukcję oraz dodano po dwa boczne, mniejsze stery kierunku zamontowane na końcach stateczników poziomych. Przednie drzwi ładunkowe, otwierane do góry, ważą dwie tony i są największymi drzwiami jakie kiedykolwiek wykonano dla samolotu. Kabina przeznaczona jest dla trzech członków załogi oraz dwóch osób towarzyszących siedzących na składanych fotelach. Trzeci członek załogi pełni funkcję szefa załadunku i technika pokładowego, kabina jest hermetyzowana.

## Budowa
Nad całością prac związanych z projektowaniem, montażem i późniejszą eksploatacją samolotu miała czuwać, powołana do życia 20 października 1991 roku przez udziałowców Airbusa, firmy Aérospatiale i Deutsche Aerospace, spółka Special Air transport International Company. Maszyną bazową, której modyfikacja miała doprowadzić do powstania nowego transportowca był samolot Airbus A300-600R. We wrześniu 1992 roku rozpoczęto montaż pierwszej maszyny a w lipcu 1994 roku samolot został ukończony. Do swojego pierwszego lotu Beluga wzbiła się 13 września tego samego roku. Program prób w locie objął 335 godzin w powietrzu, a 25 października 1997 roku samolot wszedł do eksploatacji. Wybudowano w sumie pięć maszyn, kolejne w kwietniu 1996 roku, maju 1997, grudniu 1998 i ostatnią w styczniu 2001 roku. Wszystkie są do dziś w użyciu.
Do 2025 roku Airbus planuje zastąpić dotychczasowe egzemplarze ulepszoną wersją oznaczoną jako Beluga XL. Nowa maszyna powstała na bazie samolotu Airbus A330neo. Samolot napędzany jest dwoma silnikami Rolls-Royce Trent 700. Powiększona ładownia pomieści np. dwa skrzydła samolotu A350. Planowane jest wybudowanie pięciu egzemplarzy nowej wersji maszyny, której program budowy uruchomiono w listopadzie 2014 roku. Maszyna liczy 63,1 m długości, rozpiętość 60,3 m a średnica zewnętrzna kadłuba 8,8 m. Maksymalna masa startowa wynosi 227 000 kg i z ładunkiem 53 ton jest on w stanie pokonać dystans 4000 km. Oblot gotowego pierwszego egzemplarza (MSN001) planowany jest w 2018 roku a dostawa maszyny do odbiorcy rok później. 4 stycznia 2018 roku w zakładach Airbusa w Tuluzie odbyło się wytoczenie (roll out) z hali montażowej pierwszego egzemplarza wersji XL. Zgodnie z przyjętym planem, 19 lipca 2018 roku w powietrze wzbił się po raz pierwszy Beluga XL. Maszyna wystartowała do swojego dziewiczego lotu z lotniska Tuluza-Blagnac o godzinie 10.30. Za sterami maszyny siedzieli kapitan Christophe Cail, drugi pilot Bernardo Saez-Benito Hernandez oraz inżynier pokładowy Jean Michel Pin. W naziemnym stanowisku kontrolnym, za przebieg lotu odpowiadali Laurent Lapierre i Philippe Foucault.

## Służba
Firmą użytkującą samoloty jest powołana do życia w 1996 roku linia Airbus Transport International. Odpowiada ona za szkolenie personelu latającego, rozkład lotów, eksploatację i wprowadzanie w życie modyfikacji. Harmonogram dostaw realizowanych przez Belugę opracowywany jest przez firmę Airbus Industrial Planning, na ich podstawie planowane są loty samolotów. Podstawowym zadaniem są loty pomiędzy tzw. stacjami liniowymi (Line Stations). Są to lotniska obsługujące siedziby producentów poszczególnych elementów i części maszyn oraz lotniska gdzie znajdują się zakłady odpowiedzialne za montaż końcowy samolotów. Na stacjach liniowych znajdują się Zintegrowane Stacje Załadunkowe Belugi (Beluga Integrated Loading Facillity). Są to lotniska w Tuluzie, Bremie, Hamburgu, Saint-Nazaire, Getafe, Sewilla, Filton i Broughton w hrabstwie Flintshire. Mimo swoich wymiarów jest zbyt mały aby pomieścić niektóre części z Airbusa A380. Skrzydła tej maszyny nadal muszą być transportowane drogą wodno-lądową. 
Maszyna wykorzystywana jest również przez firmy zewnętrzne, korzystające z możliwości transportowych Belugi. Na swoim pokładzie samolot przewoził śmigłowce, części rakiet jak również nietypowy ładunek jakim był obraz Eugène Delacroix Wolność wiodąca lud na barykady, który w 1999 roku Beluga przewiozła z Paryża do Tokio. Obok lotów komercyjnych, samoloty brały udział również w lotach z pomocą humanitarną.
27 kwietnia 2021 roku, pierwsza z wybudowanych maszyn Beluga o znakach F-GSTA/1, odbyła swój ostatni komercyjny lot na rzecz Airbus Transport International. Po ponad 26 latach służby, samolot zostanie zmagazynowany w Bordeaux, gdzie znajduje się już druga z wycofanych Belug, o znakach F-GSTN/2.

## Załadunek i rozładunek

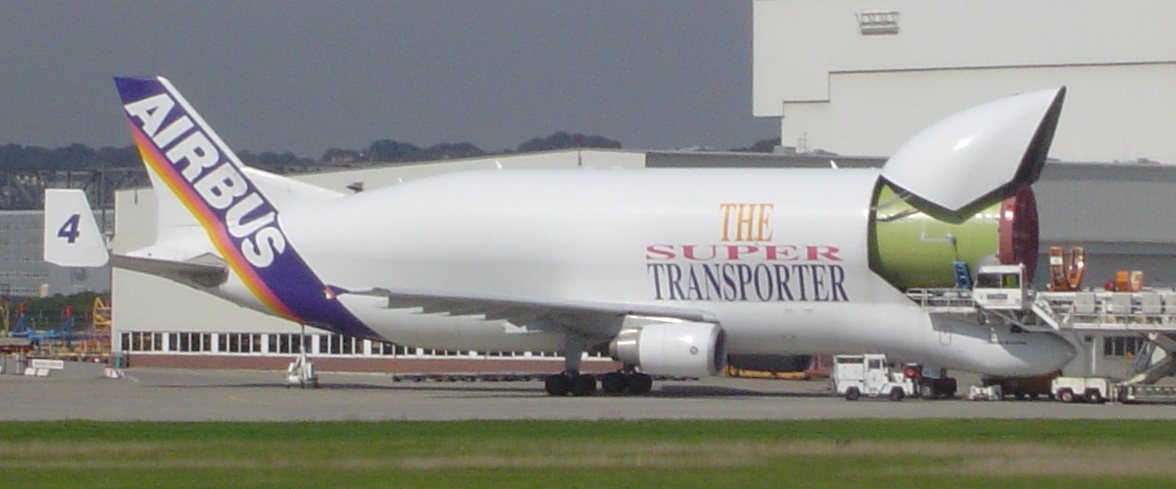
Beluga podczas obsługi przez lotniskową rampę ładunkową

Na stacjach liniowych znajdują się specjalne, mobilne ramy ładunkowe przystosowane do współpracy z Belugami. Rampy ważą 100 ton, mają długość 50 metrów i mogą transportować ładunki o masie do 50 ton. Wyposażone są w integralny system napędowy, a podwozie posiada 24 koła sterowane. Proces załadunku trwa około 45 minut i nadzorowany jest przez dwie osoby, na całość prac związanych z załadunkiem i rozładunkiem samolotu średnio przeznaczonych jest 105 minut. 
W przypadku załadunku lub rozładunku przeprowadzanego na lotnisku pozbawionym zintegrowanych stacji załadunkowych, Belugi korzystają z własnych, pokładowych ramp. Zbudowane są one z kompozytów węglowych, mają długość 12 m i szerokość 5 m. Rampa wyposażona jest w wysuwaną sekcję, na której po jej wysunięciu i opuszczeniu umieszczany jest przewożony ładunek, a następnie po podniesieniu na poziom pokładu, wsuwany do środka. Całość waży 6 ton, obsługiwana jest przez jedną osobę, a czas wysunięcia i złożenia z powrotem całości zajmuje około 20 minut. Rampa zasilana jest przez pokładowy generator samolotu. 
Ładownia samolotu ma długość 37,7 m i szerokość 7,7 m. Konstrukcja może unieść ładunek nie cięższy niż 47 ton, co pokazuje, że samolot został zaprojektowany na transport ładunków dużych, ale stosunkowo lekkich.